# Comunidad Fascista Nacional
La Comunidad Fascista Nacional (en checo: Národní obec fašistická; en eslovaco: Národná obec fašistická, NOF, a veces traducido como Liga Fascista Nacional) fue un movimiento fascista checoslovaco liderado por el militar Radola Gajda, basado en el fascismo de Benito Mussolini.

## Formación e ideología
Fue fundado en marzo de 1926, al fusionarse un grupo de nacional-demócratas disidentes, llamados los "rojos-blancos", junto con otros partidos de derecha de Bohemia y Moravia. Destacó por su fuerte oposición hacia Alemania, que continuó incluso después de que Adolf Hitler llegara al poder. El NOF en cambio pretendía tomar ejemplo de Italia, y su ideario político se basó completamente en el del Partido Nacional Fascista de Mussolini. Es por ello totalmente divergente de su rival principal, el movimiento Vlajka, quienes apoyaban públicamente a Hitler. Las comunidades objeto de las críticas del NOF eran los judíos, los comunistas, el gobierno checoslovaco y los magiares. Formó un ala juvenil y un sindicato (que tuvo poco éxito). El grupo también defendía una política paneslavista, y esperaba aliarse con Polonia para liderar una oposición de los pueblos eslavos que derrocara el comunismo en la Unión Soviética. También creía en una economía corporativista, con un gran desarrollo del sector agrícola. El NOF atrajo inicialmente el apoyo de los veteranos de las Legiones checoslovacas. Un informe del gobierno checoslovaco, estimó que el NOF tenía unos 200 000 militantes en 1926, a pesar de que prácticamente carecía de seguidores en el territorio eslovaco, ya que la extrema derecha estaba dominada por un movimiento indígena.

## Actividad

Insignia de la Comunidad Fascista Nacional con el lema oficial del partido.

El NOF regularmente recurría a tácticas de peleas callejeras, enfrentandóse especialmente con el Partido Laborista Nacional, un partido de izquierda moderada liderada por Jaroslav Stránský. Tal era la frecuencia de los enfrentamientos entre el NOF en Stránský y hacia su colega Václav Bouček en 1927, que el gobierno tuvo que proporcionarles escoltas para protegerlos. El NOF incluso hizo planes para dar un golpe de Estado y se ganó el apoyo del grupo paramilitar Rodobrana para ello, aunque finalmente la policía de Brno los frustró.

## Decadencia y disolución

Póster del General Radola Gajda.

En las elecciones parlamentarias de 1929, el NOF se postuló bajo el nombre "Lista Contra el Orden Establecido", pero solo obtuvo 3 escaños. Gajda fue elegido al Parlamento, pero el partido no logró mantener su apoyo y obtuvo sólo el 2% de los votos y siete escaños en la Cámara de Diputados en las elecciones de 1935.
El NOF intentó un retorno durante la ocupación alemana de Checoslovaquia, a pesar de que los nazis no tuvieron tiempo para acercarse al NOF, debido a sus controversias del pasado, y porque era visto como un partido minoritario. Finalmente, el NOF fue disuelto, y gran parte de sus militantes fueron absorbidos por el partido títere Asociación Nacional, y Gajda recibió un soborno a cambio de que se retirara de la política. El partido se disolvió oficialmente hacia finales de 1939, cuando convocó una manifestación en la Plaza de Wencesalao en Praga a la que acudieron 300 simpatizantes.

## Historial electoral

### Cámara de Diputados
| Elección | Votos   | %   | Escaños |
| -------- | ------- | --- | ------- |
| 1935     | 167 433 | 2.0 | 6/300   |

### Senado
| Elección | Votos   | %   | Escaños |
| -------- | ------- | --- | ------- |
| 1935     | 145 125 | 2.0 | 0/300   |